# Callipurbeckia
Callipurbeckia  är ett utdött släkte av strålfeniga fiskar som levde mellan jura och krita. Fossil har hittats i Tyskland, Tanzania, och England. Det omfattar tre arter, som fram till nyligen blev klassificerad i släktet Lepidotes.